# Luc Jozef Gerard De Maere
Luc Jozef Gerard De Maere (* 12. Dezember 1956 in Temse; † 18. Dezember 2011 in Antwerpen) war ein belgischer Priester und Diplomat des Heiligen Stuhls. 

## Leben
Luc Jozef Gerard De Maere empfing am 25. Juni 1983 die Priesterweihe. Von 1983 bis 1986 lehrte er Religion an dem Onze-Lieve-Vrouw-van-Lourdescollege in Edegem. Papst Johannes Paul II. ernannte ihn 1998 zum Delegaten des Heiligen Stuhls bei dem International Committee of Military Medicine in Lüttich. Er war Pfarrer der Antwerpener Sint-Jacobskerk und Mitglied des Verwaltungsrats der Vereniging voor Latijnse Liturgie. Im Jahr 1999 schrieb er ein Buch über Edward Poppe, der genau wie er aus Temse kam. Benedikt XVI. ernannte ihn am 26. April 2006 zum Kaplan Seiner Heiligkeit.

## Werke
- De Kerk als gemeenschap. Het communio-begrip als leidraad bij de herziening van het kerkelijk recht, Brügge - 1996, 214 S.
- Priester van vuur. Edward Poppe anders bekeken, The Publishing Company, Verantwoordelijke Uitgever Gert Van Mol, Brüssel - 1999, 109 S.

## Publikationen
- De postsynodale apostolische exhortatie 'Pastores dabo vobis'. Canonieke relevantie voor de vorming van priesters, in: Communio (NL), 1992, S. 458–471
- L'educazione sessuale e i diritti dei genitori, in: Anthropotes. Rivista di studi sulla persona e la famiglia, 1993/1, S. 103–123
- The Rights of Christ's Faithful at the Service of the Ecclesial Communio, in: Ius in Vita et in Missione Ecclesiae, LEV, 1994, S. 231–236
- De ongeldigverklaring van huwelijken binnen de kerkelijke communio, in: Communio (NL), 1996, S. 220–232
- Per una interpretazione più adeguata dell'esclusione della prole d'accordo con il criterio personalistico del matrimonio, in: Attuali problemi di interpretazione del Codice di Diritto Canonico, Romae, 1997, S. 201–221
- Priester Edward Poppe. Zalig als de zuiveren van hart, in: Emmaüs, 1999, S. 213–222
- "Fuiven in de kerk?": een reactie, in: Emmaüs, 2000, S. 22–26
- Le Saint-Siège au sein du Comité International de Médecine Militaire, in: Revue Internationale des Services de Santé des Forces Armées, 2000, S. 107–110
- Waarom de Kerk registers bijhoudt, in: Emmaüs, 2001, S. 19–26
- De H.-Stoel en de Verenigde Naties, in: Emmaüs, 2001, S. 188–200
- De Heer Jezus als Mens - De visie van Romano Guardini, in: Positief, 2004, S. 248–256
- Moraal een taak voor de Kerk?, in: Positief, 2005, S. 213–221
- Een nieuw concordaat, in: De Tijd (28.XII.2005) et in: Positief, 2006, S. 54–56
- Pijnpunten in de verhouding tussen Kerk en Staat in België. Naar een nieuw concordaat voor België? in: P. De Hert e.a., Scheiding van Kerk en Staat of actief pluralisme?, Intersentia 2007, S. 87–100